# Houbi
Houbi (chinesisch 後壁區, Pinyin Hòubì Qū, W.-G. Hou4-pi4 Ch'ü1, Pe̍h-ōe-jī Āu-piah-khu) ist ein Bezirk der regierungsunmittelbaren Stadt Tainan im Südwesten der Republik China auf Taiwan.

## Beschreibung
Houbi liegt am nördlichen Rand des Stadtgebiets von Tainan im nördlichen Teil der Jianan-Ebene. Geologisch ist Houbi im Wesentlichen eine Schwemmebene der Flüsse Bazhang (八掌溪) und Jishui (急水溪). Der erstgenannte bildet zum größten Teil die nördliche Begrenzung der Gemeinde. Benachbart liegen die Stadtbezirke Baihe im Osten, Dongshan im Südosten, sowie Xinying und Yanshui im Südwesten und im angrenzenden Landkreis Chiayi die Gemeinden Yizhu, Lucao und Shuishang.

## Geschichte
Die ursprünglichen Bewohner des Gebiets waren Angehörige der indigenen austronesischen Völker Taiwans. Mit der Angliederung der Insel Taiwan an das Kaiserreich China im Jahr 1683 begann die kontinuierliche Einwanderung von Han-Chinesen, vor allem aus den Küstenprovinzen Fujian und Guangdong. Administrativ gehörte die Gegend von Houbi zunächst zum Kreis Zhuluo (諸羅縣). Im Jahr 1895 kam Taiwan unter japanische Herrschaft und ab 1920 war Houbi Teil der Präfektur Tainan. Nach der Übertragung Taiwans an die Republik China 1945 wurde Houbi zu einer Landgemeinde (鄉,  Xiāng) im 1946 neu eingerichteten Landkreis Tainan. Der Landkreis wurde mit Wirkung vom 25. Dezember 2010 aufgelöst und in die Stadt Tainan eingegliedert. Alle Landkreisgemeinden erhielten danach den Status von Stadtbezirken (區,  Qū).
| Gliederung von Houbi |
|                      |

## Administration
Am 30. April 2018 erfolgte eine Verwaltungsreform, bei der die bislang  21 Ortsteile zu 14 zusammengefügt wurden:

1. Houbi (後壁里)

2. Houbo (侯伯里)

3. Jiadong (嘉苳里)

4. Tugou (土溝里)

5 Shangjiadong (上茄苳里)

6 Jingfeng (菁豐里)

7. Jingliao (菁寮里)

8. Xinjia (新嘉里)

9. Changduangshu (長短樹里)

10. Zhuxin (竹新里)

11. Xindong (新東里)

12. Dingan (頂安里)

13 Chang’an (長安里)

14. Fu’an (福安里)

## Verkehr
Der Bezirk wird durch die in nordnordöstlicher Richtung verlaufende Nationalstraße 1 (Autobahn) durchquert. Einige Kilometer weiter östlich davon verläuft annähernd parallel dazu die Provinzstraße 1. Durch Houbi verlaufen zwei Eisenbahntrassen im Wesentlichen in Nord-Süd-Richtung: zum einen die südliche Längslinie (縱貫線) der Taiwanischen Eisenbahn in Nähe der Provinzstraße 1 und zum anderen die Hochgeschwindigkeitsbahn Taiwan High Speed Rail. Die erstgenannte hat in Houbi einen Haltebahnhof.

## Landwirtschaft
Die Wirtschaftsstruktur Houbis ist durch die Landwirtschaft geprägt. Dominierend ist der Nassreisanbau, der 3500 Hektar einnimmt. An Obstsorten werden vorrangig Echte Guave und Cantaloupe-Melone kultiviert. Außerdem wird Orchideenzucht betrieben (Phalaenopsis). Auf dem Gelände einer ehemaligen Zuckerfabrik befindet sich der Taiwanische Orchideen-Biotechnologiepark (臺灣蘭花生物科技園區), wo internationale Orchideen-Ausstellungen stattfinden.

## Sehenswürdigkeiten und Tourismus
Als sehenswert gilt der Tai’an-Tempel (泰安宮) im Ortsteil Jiayu. Er ist der Meeresgöttin Mazu gewidmet. Der Tempel wurde 1791 erbaut, aber seitdem vielfach umgestaltet. Das alte Jingliao Huang-Gebäude (菁寮黃家古厝) wurde zur japanischen Kolonialzeit im Jahr 1928 im eklektizistischen „westlichen“ Stil erbaut. Im Xiaonanhai-Naturschutzgebiet (小南海風景區) lassen sich Fahrradausflüge oder kleine Wanderungen unternehmen. Auf dem Gelände der der ehemaligen Zuckerfabrik sind Schmalspurbahnen zu touristischen Zwecken in Betrieb.

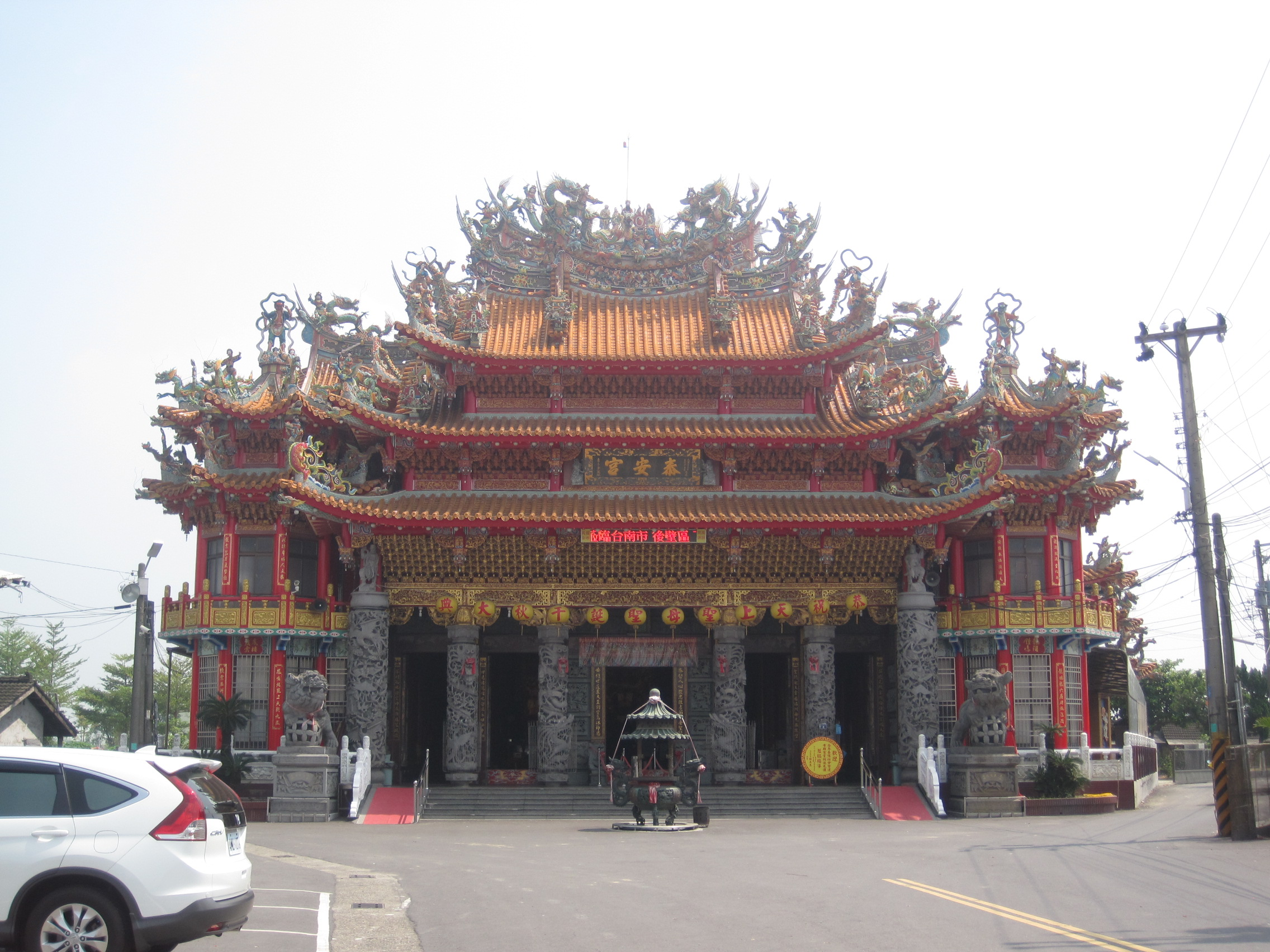
Tai’an-Tempel
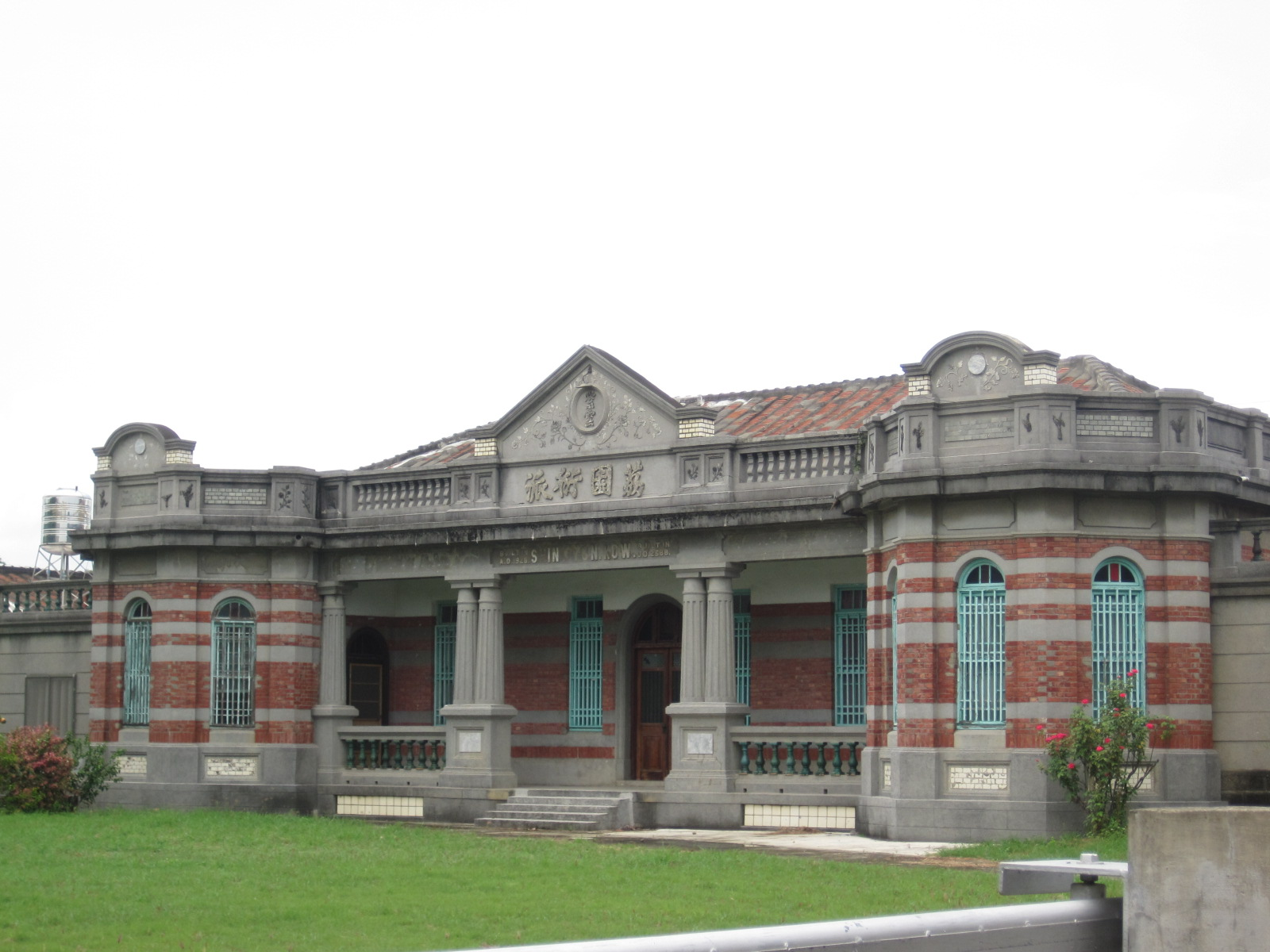
Jingliao Huang-Gebäude
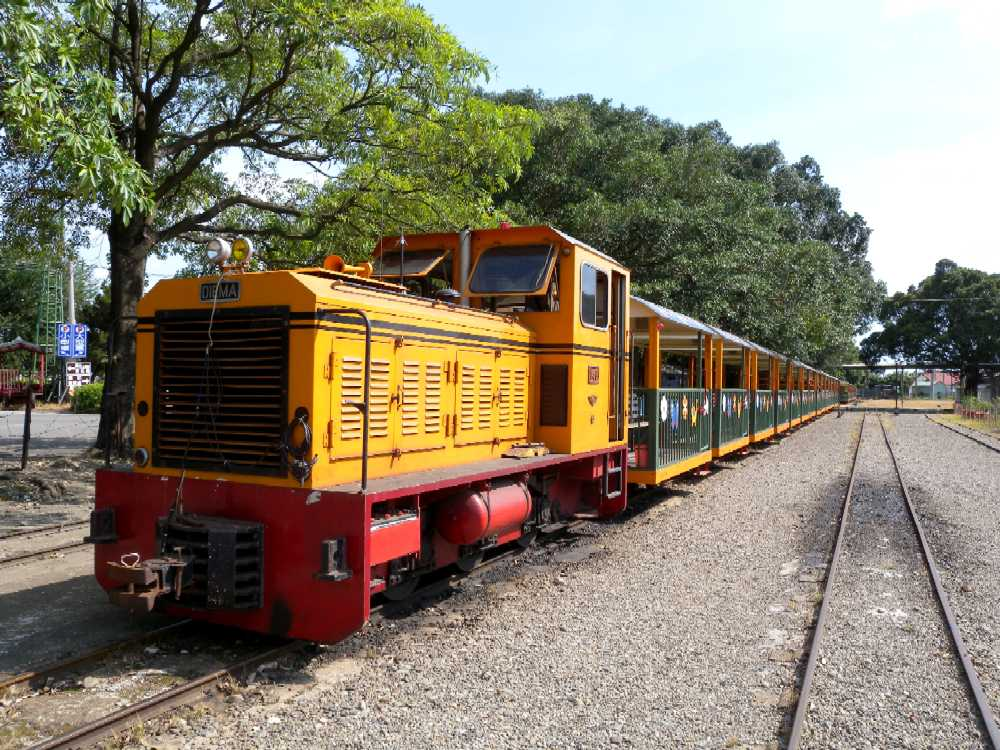
Kleine Eisenbahn auf dem Gelände der Zuckerfabrik